# Sofie Petersen
Sofie Petersen, all'anagrafe Sofie Bodil Louise Lisbeth (Maniitsoq, 23 novembre 1955) è una vescova luterana groenlandese, dal 2020 vescova emerita di Groenlandia.

## Biografia

### Formazione e carriera
Sofie Bodil Louise Lisbeth Petersen è nata in una famiglia inuit il 23 novembre 1955 a Maniitsoq, in Groenlandia, settima degli otto figli del sacerdote Jørgen Malakias Pavia Petersen (1918-1991) e di Margrethe Beate Katje Berglund (1919-1997). Era specialmente legata a suo padre, capo catechista di Kangaamiut, e scelse di diventare sacerdotessa all'età di 11 anni. 
Frequentò la scuola secondaria a Nuuk conseguendo il diploma nel 1975 presso la Birkerød Skole. Dal 1983 al 1986 lavorò come segretaria della chiesa luterana danese. Dopo aver studiato per un anno e mezzo all'Ilinniarfissuaq, nel 1986 divenne la prima donna groenlandese a sostenere l'esame ufficiale di teologia, disciplina in cui si laureò all'Università di Copenaghen.
Fu ordinata sacerdotessa nell'agosto dell'anno successivo nella chiesa di Sisimiut e, fino al 1990, lavorò nella città natale per poi trasferirsi a Ilulissat, dove operò anche come dirigente della chiesa. Nel 1989 entrò nel Gruppo di Traduzione Groenlandese, che sotto la soprintendenza della Società Biblica Danese si occupa di tradurre il Nuovo Testamento in groenlandese.

### Vescova di Groenlandia
Lasciò Ilulissat quando venne nominata vescovo di Groenlandia all'età di 39 anni, il 1⁰ maggio 1995, divenendo la prima donna a ricoprire tale carica e la seconda persona a reggere la diocesi dopo Kristian Mørch. Nella chiesa nazionale e nel Reame Danese è stata inoltre la seconda donna vescovo dopo la danese Lise-Lotte Rebel, vescovo di Helsingør.
Ricevette l'ordinazione nella chiesa di Hans Egede a Nuuk, alla presenza di Margherita II. Il 1⁰ dicembre 2020 si è ritirata dall'incarico, venendo succeduta da Paneeraq Siegstad Munk. Da allora ricopre la carica di vescovo emerito. Ha contribuito attivamente ai dibattiti sui mass media.

## Vita privata
Il 25 luglio 1976 sposò il sacerdote Christian Tidemand (nato nel 1954 a Stege, in Danimarca, da Frederik Rasmussen e Anna Tidemand),  da cui poi divorziò. Ha due figli: Andreas (1980) ed Emilia (1989).

## Opere
- (DA) Grønland, Grundloven og Gejstligheden (PDF), 2009,  p. 15. URL consultato il 9 febbraio 2024 (archiviato dall'url originale il 25 aprile 2012).

## Filmografia
- Dronningen og prinsen med Frederik og Mary i Grønland, regia di Helle Bygum – documentario (2004)